# 2026年8月28日月食
2026年8月28日月食为一次將在协调世界时2026年8月28日出現的月偏食。該次月食半影食分為1.990、全影食分為0.935。偏食維持了99分。

## 概述
這次月食的食分是22.44，偏食維持了99分。

## 基本參數
- 類型：月偏食
- 食甚資料：
  - 日期：2026年8月28日
  - 時間：4:12
  - 月球位置：赤經22.44度、赤緯-9.3度
  - 食分：半影食分：1.990、全影食分：0.935
  - 持續時間：偏食99分

## 外部連結
- NASA月食專頁（页面存档备份，存于）（英文）